# Cratere Wau
Wau  è un cratere sulla superficie di Marte.